# 嶋津武仁
嶋津 武仁（しまづ たけひと、1949年7月1日 - ）は、日本の作曲家・指揮者・音楽教育家。福島大学人間発達文化学類名誉教授。

## 経歴
静岡県下田市生まれ。東京学芸大学で甲斐説宗に師事。東京学芸大学大学院修士課程音楽教育学科にて伊藤栄一に師事し作曲・指揮を修めた後、ベルリン芸術大学で尹伊桑に師事。ダルムシュタット夏期現代音楽講習会の参加などを通していくつかの国際コンクール等で入賞歴を重ねる。ベルリン工科大学では電子音楽の研究を重ねて、極めて知的な音響作曲法による作品を生み出す。最近の管弦楽曲ではノーノの美学に近く、「レクイエム」など東日本大震災をテーマにした楽曲も目立つ。初期のベルリン時代作品はブライトコプフ・ウント・ヘルテルから、後期の福島時代の作品は主に日本作曲家協議会から出版されている。

## 代表作品
- 3本のフルートの為の『エヴォリューション Evolution』（1977）
- アルト・フルート・ソロの為の『カシオペイア Kassiopeia』（1978）
- コントラバス・ソロの為の『ソネット Sonett』（1979）[3]
- ヴァイオリン・ソロの為の『モノゴニー Monogony』（1980）[4]
- 2本のフルートとピアノの為の『モワレ Moire』（1980）
- 弦楽四重奏のための『クロモゾム Chromosom』（1981）
- ファゴット・ソロの為の『ものでぃII Monodie II』（1982）
- ピアノ・ソロの為の『フーガ Fuge』（1983）
- 電子音楽『舞踊音楽＜波＞ NAMI(Wellen)』（1983）
- 『石橋（しゃっきょう） II 』---異なる世界の間で--- 十七絃箏の為に（1988）[5]
- ピアノ・ソロの為の『音価と強度と視覚の微細変化を伴う空間に―ものでぃV― In a space, changing minimally the value, the intensity and the vision ---Monodie  V---』（1992）
- フルートとクラリネット、ヴァイオリン、チェロの為の『ラ・フォリア III ―狂気の中へ― La Follia III ---into a madness---』（1999）
- バリトンとオーケストラのための『レクイエム』（2016[6]）